# De Stuers

Wapen van Pierre Adrien Joseph Louis de Stuers (1824)

Wapen van Hubert Jean Joseph Lambert de Stuers (1841)

Wapen van François Vincent Antoine de Stuers (1843)

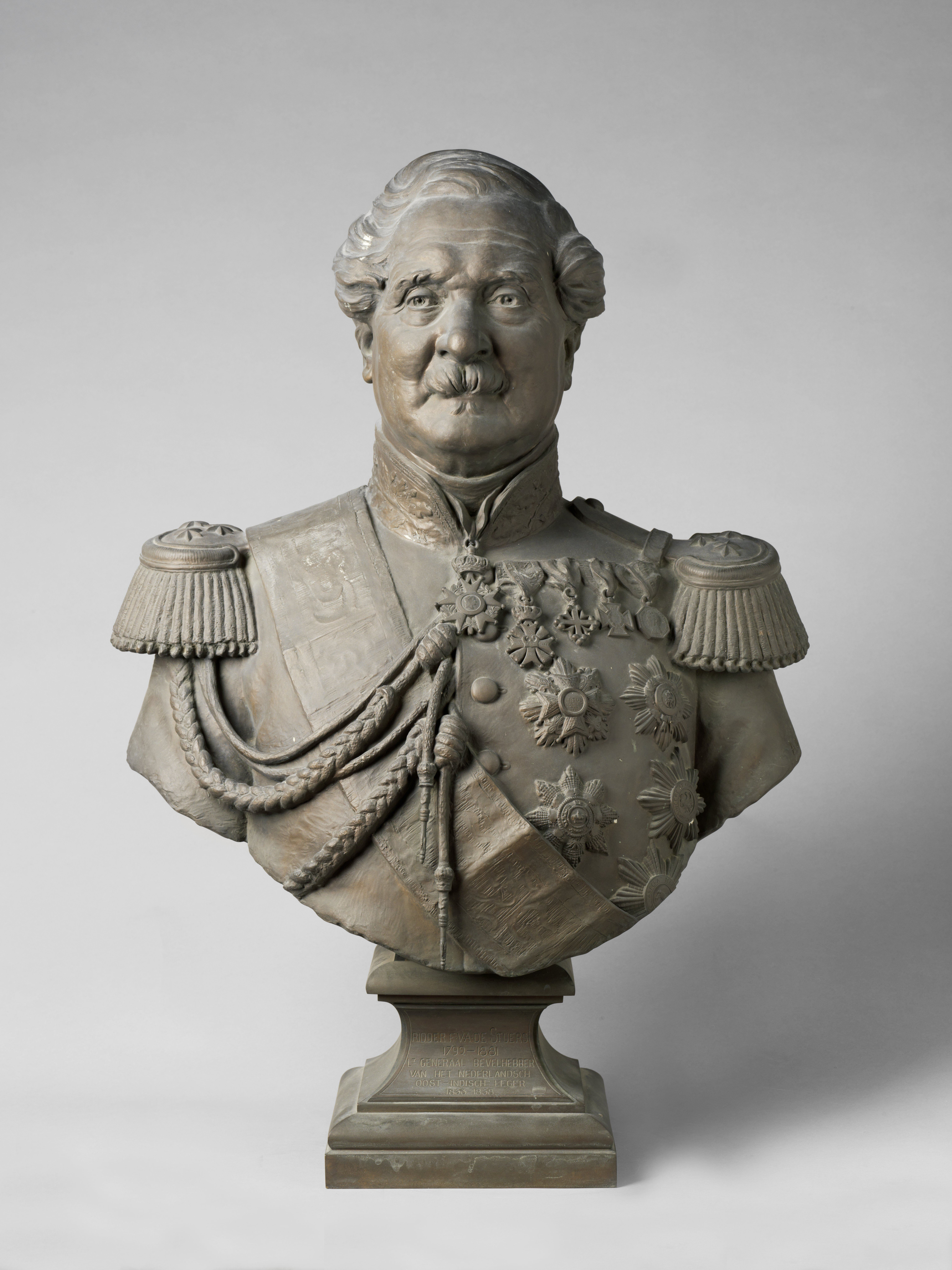
Buste van François V.H.A. de Stuers door Alphonse de Stuers (1902)

De Stuers is een adellijk geslacht, waarvan de stamreeks in de zeventiende eeuw aanvangt met de Vlaamse Michel Stuers, wiens zoon Josse in 1636 te Nieuwkerken werd geboren.

## Geschiedenis
Pierre de Stuers (1744-1811) is de stamvader van zowel de Nederlandse als Belgische takken. Hij werd in 1791 opgenomen in de adel van het rijk door de Oostenrijkse keizer, maar liet na de open brieven te lichten. Bij (Frans) Keizerlijk decreet van 27 januari 1813 werd aan zijn zoon Pierre de Stuers (1783-1827)  de titel van Baron de l'Empire verleend; in 1824 werd deze opgenomen in de Nederlandse erfelijke adel met de bij eerstgeboorte overdraagbare titel van ridder en eenzelfde titelverlening verkregen twee broers van de laatste, maar twee van die drie riddertakken zijn inmiddels uitgestorven. 
De laatste riddertitel behoorde tot 2016 toe aan Eugène ridder de Stuers (1934-2016), en ging toen (virtueel) over op diens broer Eric (1950) en zal dan vermoedelijk overgaan op diens zoon Edwin (1985); de laatste twee zijn de enige nog in leven zijnde mannelijke telgen maar wonen niet meer in Nederland. Op Eric de Stuers na dragen de andere familieleden het predicaat jonkheer/jonkvrouw.
Een andere telg, Lambertus Josephus Corneille Antoine Marie de Stuers (1784-1866), werd in 1846 in de Belgische adel opgenomen met de titel van ridder bij eerstgeboorte. Deze tak stierf uit met zijn zoon Ferdinand de Stuers (1835-1900).

## Enkele telgen

### Nederlandse adel
- Pierre Jean Joseph Bernard de Stuers (1744-1811), momboir, raad-fiscaal en heraut van het Hof van Gelre in Roermond. Hij was gehuwd met Petronille Jeanne Aloyse de la Court (1758-1848) met wie hij tien of elf kinderen had, onder wie
  - Pierre Adrien ridder de Stuers (1783-1827), consul-generaal in Bogota; met een kleindochter stierf deze tak in 1928 uit.
    - Adrien Lambert Napoleon ridder de Stuers (1814-1875), kapitein, laatste ridder van de oudste tak

  - Hubertus Joannes Josephus Lambertus ridder de Stuers (1788-1861), generaal en commandant van het Nederlands-Indisch Leger. Uit zijn tweede huwelijk met Hortense Joséphine Constance Beyens had hij onder andere:
    - Mr. Alphonse Lambert Eugène ridder de Stuers (1841-1919), gevolmachtigd minister in Parijs, kamerheer van koningin Wilhelmina, staatsraad in buitengewone dienst
      - Hubert Victor Arthur Auguste ridder de Stuers (1879-1946)
        - John Alphonsus Edwin Hubert ridder de Stuers (1907-1973), historicus en laatste ridder van de middelste tak

    - Jhr. mr. Victor de Stuers (1843-1916), Tweede Kamerlid en cultuurbeschermer, grondlegger van de Nederlandse monumentenzorg
      - Jkvr. Alice Jacqueline Hortense Julie Aurélie de Stuers (1895-1988), vrouwe van de Wiersse, zette zich zeer in voor haar landgoed en de tuinen ervan

  - Franciscus Vincentius Henricus Antonius ridder de Stuers (1792-1881), luitenant-generaal en commandant van het Nederlands-Indisch leger
    - Jhr. Hubert Lambert Joseph Paul Clement de Stuers (1832-1904), administrateur suikerfabriek
      - Jkvr. Hermine Elise de Stuers (1862-1940); trouwde in 1883 met Dirk Hannema (1852-1931), president-commissaris Nederlandse Suiker Unie, telg uit het geslacht Hannema
        - Dr. Dirk Hannema (1895-1984), directeur van het Museum Boijmans in Rotterdam en oprichter van de Stichting Hannema-de Stuers Fundatie, waaruit na zijn overlijden Museum de Fundatie voortkwam, directeur Rotterdams Historisch Museum, kunstverzamelaar

      - Jhr.  Arnold Herman de Stuers (1864-1929), administrateur suikerfabriek
        - Jkvr. Julie Gertrude de Stuers (1892-1981), concertzangeres

      - Jhr. Eugène Paul Emmanuel de Stuers (1866-1939), employé suikerfabriek
        - Charles Hubert ridder de Stuers (1894-1981), kunstschilder en conservator Rijksmuseum

    - Jhr. Eugène Paul Emmanuel de Stuers (1833-1890), kapitein-ter-zee
      - Jhr. Eugène de Stuers (1879-1940), directeur machinefabriek
        - Jhr. Eugène Hendrik Eduard de Stuers (1907-1953), industrieel
          - Eugène ridder de Stuers (1934-2016), reizend
          - Jkvr. Virginie de Stuers (1937-2019) Restauratrice ▪︎ Esther Eugenie Corinne de Stuers (1976) Ambtenaar
          - Eric Ivo Victor ridder de Stuers (1950), Spaans kunstschilder en architect
            - Jhr. Edwin de Stuers (1985),[2] Spaans mannelijk model[3]

        - Jkvr. dr. Suzanne Coralie Lucipara de Stuers (1909-2002), bibliothecaris, lector culturele antropologie en niet-westerse sociologie van Zuid-Oost-Azië aan de Universiteit van Amsterdam; trouwde in 1933 met prof. Frans Vreede (1887-1975), hoogleraar Franse taal- en letterkunde aan de Universiteit van Indonesië te Djakarta

    - Jkvr. Louis Wilhelmine Françoise Félicité de Stuers (1835-1915); trouwde in 1855 met jhr. mr. James Loudon (1824-1900), minister en Commissaris des Konings
    - Jkvr. Cornelie Govertha Elize Lucipara de Stuers (1837-1922); trouwde in 1855 met mr. Eduard Herman s'Jacob (1827-1912), lid van de Tweede Kamer en Commissaris des Konings

### Belgische adel
- Lambertus Josephus Corneille Antoine Marie ridder de Stuers (1784-1866), zoon van Pierre Jean de Stuers, werd opgenomen in de Belgische adel in 1846, met de bij eerstgeboorte overdraagbare riddertitel
  - Gustave ridder de Stuers (1829-1894), diplomaat, liberaal gemeenteraadslid (1867-1893) en schepen (1867-1869) van Ieper, provincieraadslid (1870-1872)
  - Ferdinand ridder de Stuers (1835-1900), provincieraadslid, diplomaat en Belgisch volksvertegenwoordiger; met hem is de Belgische adellijke tak uitgestorven.

## Portrettengalerij

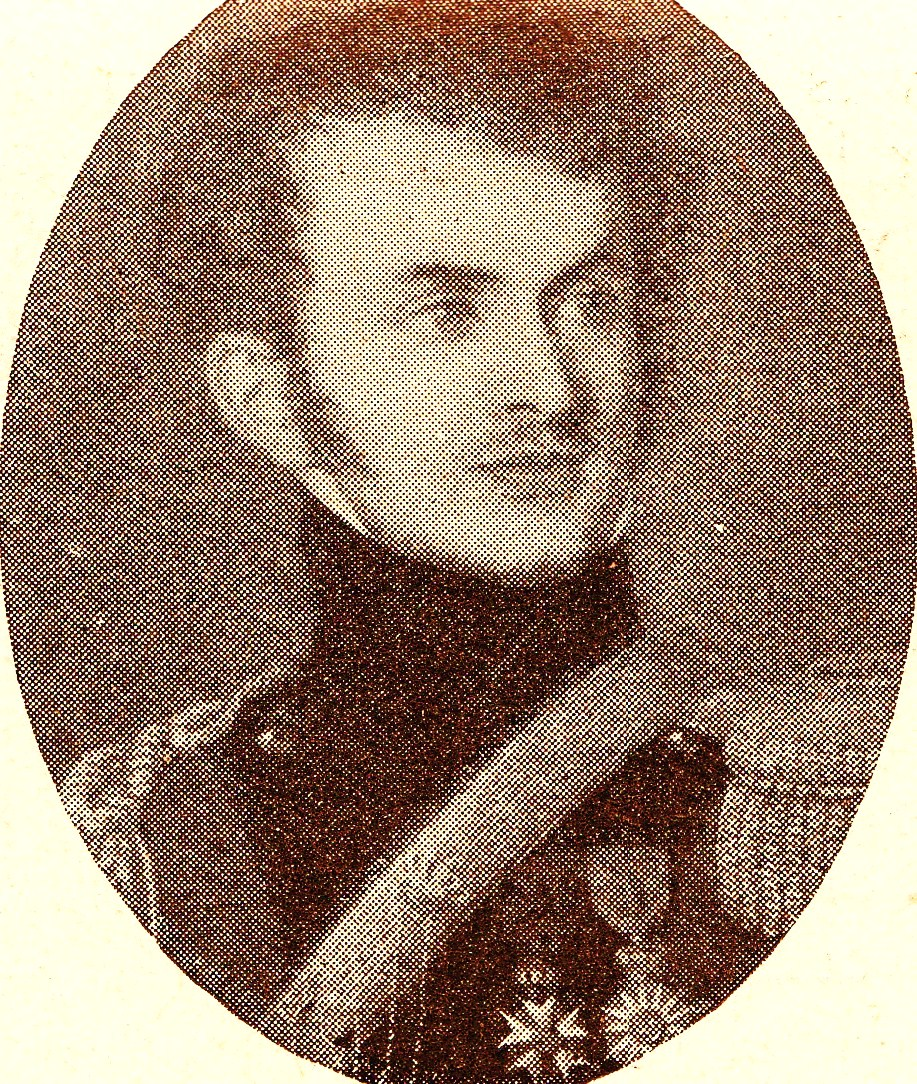
Hubert Joseph Jean Lambert de Stuers (1788-1861)
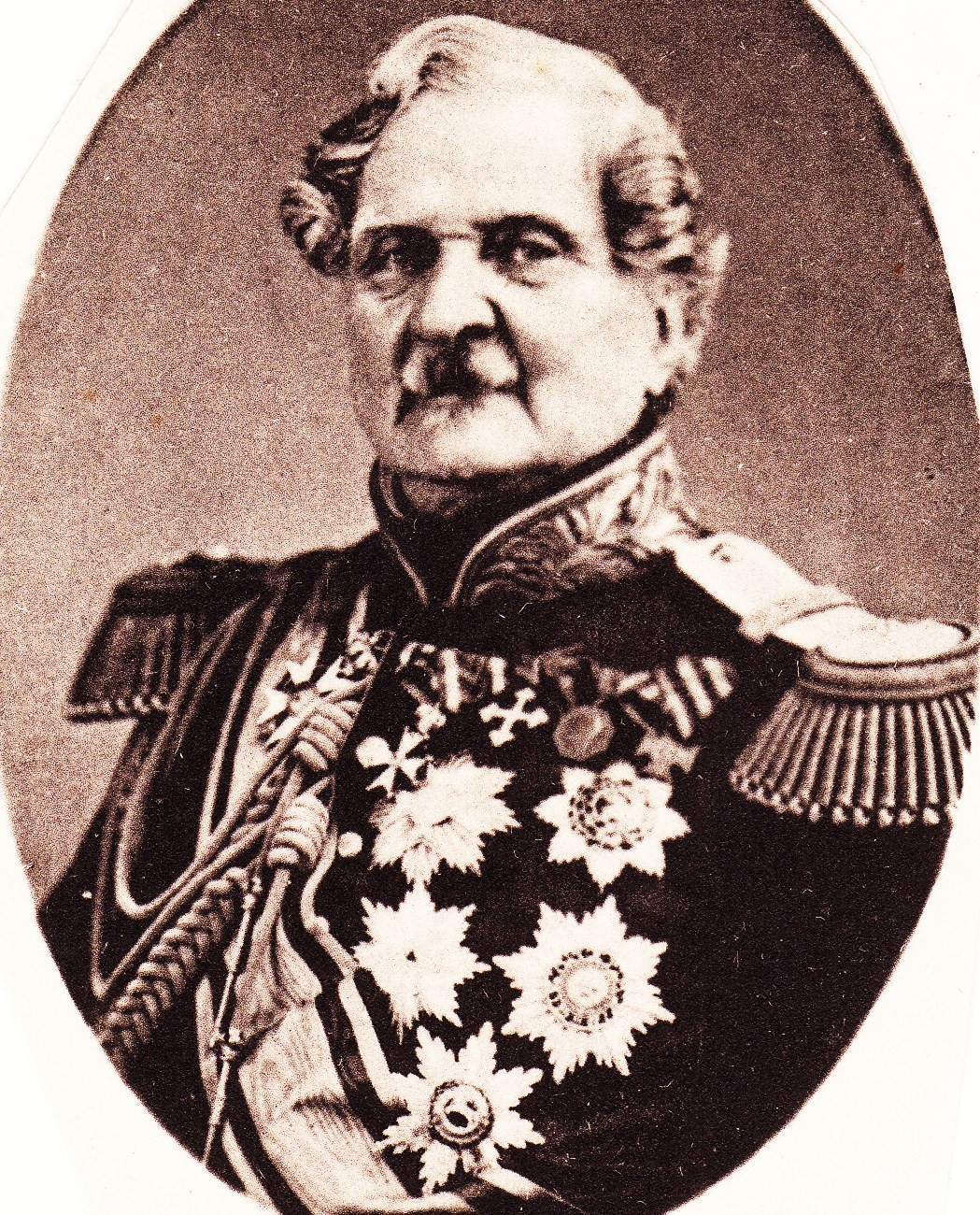
François Vincent Henri Antoine ridder de Stuers (1792-1881)
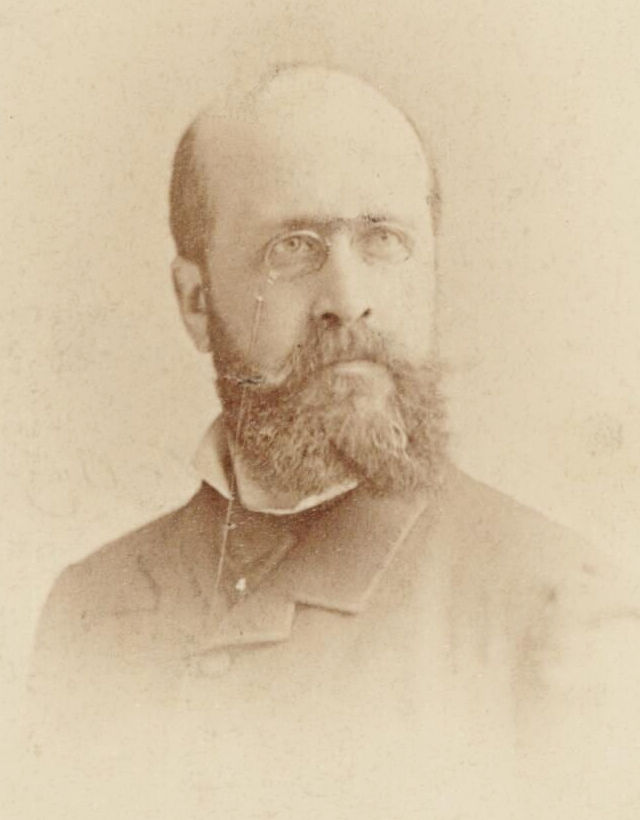
Alphonse Lambert Eugène ridder de Stuers (1841-1919)
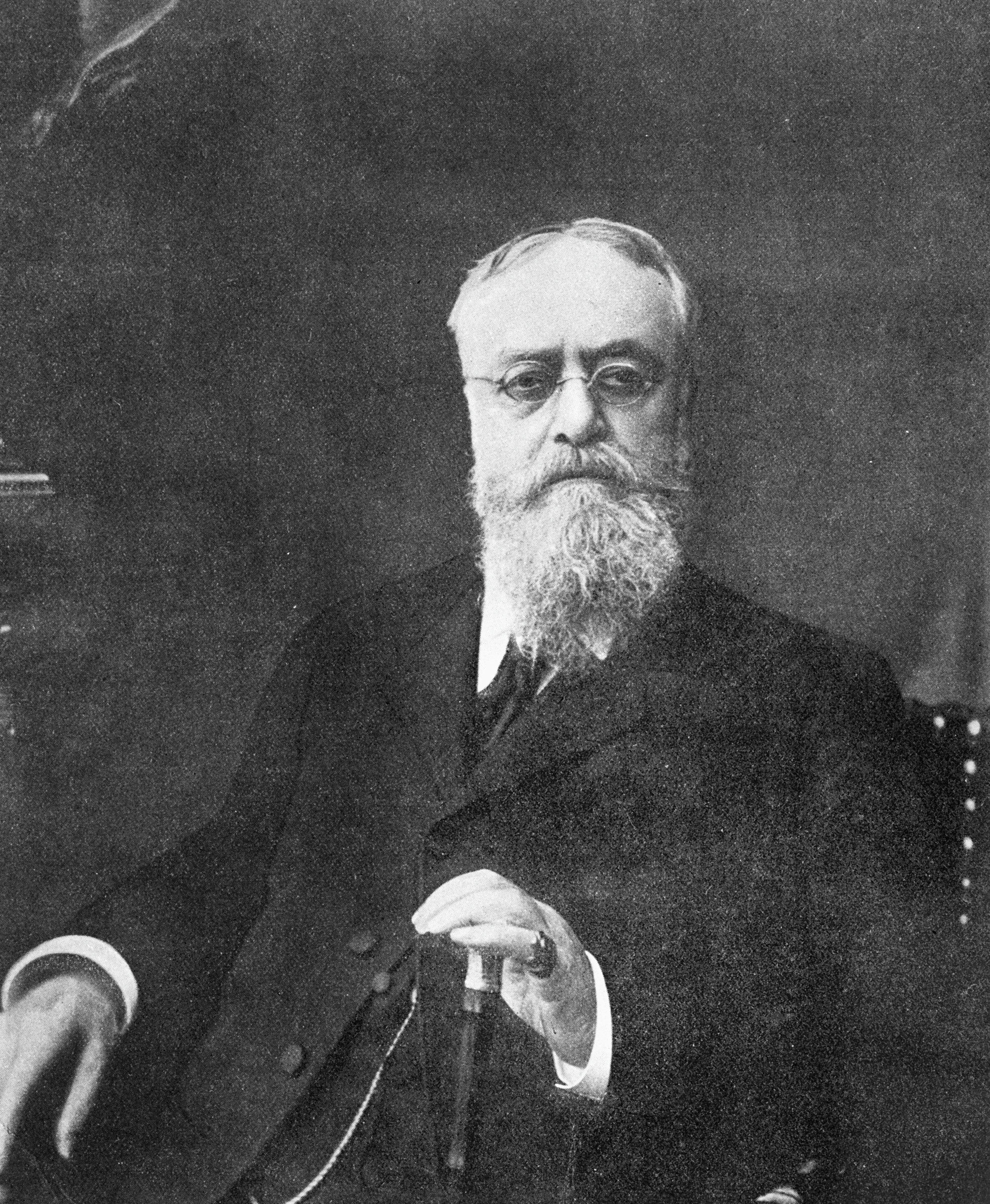
Jhr. mr. Victor de Stuers (1843-1916)